# Moustapha Ibrahim
Pour les articles homonymes, voir Ibrahim.
Mustafa Ibrahim est un karatéka égyptien surtout connu pour avoir remporté la médaille de bronze en kata individuel masculin aux championnats du monde de karaté 2008 à Tōkyō, au Japon. Il a par ailleurs été titré aux championnats d'Afrique de karaté 2008 à Cotonou, au Bénin.

## Résultats
| Résultat           | Date             | Épreuve         | Catégorie | Compétition                                  | Ville hôte           |
| ------------------ | ---------------- | --------------- | --------- | -------------------------------------------- | -------------------- |
| Médaille d'or      | 18 octobre 2007  | Kata individuel | Juniors   | Championnats du monde juniors et cadets 2007 | Istanbul, en Turquie |
| Médaille d'or      | 9 août 2008      | Kata individuel | Seniors   | Championnats d'Afrique 2008                  | Cotonou, au Bénin    |
| Médaille de bronze | 14 novembre 2008 | Kata individuel | Seniors   | Championnats du monde 2008                   | Tōkyō, au Japon      |